# Убийство Владлена Татарского
2 апреля 2023 года в результате взрыва в кафе на Университетской набережной в Санкт-Петербурге был убит российский военный блогер-пропагандист Владлен Татарский (настоящее имя – Максим Фомин), ранения получили 42 человека, 24 из которых были госпитализированы, в том числе трое в тяжёлом состоянии.
Россия обвинила Украину в причастности к нападению и назвала его «террористическим актом», в то время как Украина не подтвердила и не опровергла это.
Дарья Трепова была приговорена к 27 годам лишения свободы как исполнитель покушения.

## Предшествующие обстоятельства
Украину обвиняли в причастности к нападениям на провоенных деятелей, например, в убийстве Дарьи Дугиной.
Владлен Татарский был влиятельным российским военным блоггером, у которого было более 560 000 подписчиков в Telegram. Татарский был ярым сторонником вторжения на Украину, но перед смертью начал критиковать российскую стратегию.
Кафе, где произошёл взрыв, принадлежало предпринимателю Евгению Пригожину и располагалось в здании на пересечении 6-й линии Васильевского острова и Университетской набережной, известном как дом Алексеева (доходный дом И. О. Рубана). С 2001 года на первом этаже здания больше десяти лет работал ресторан «Русский китч» Пригожина. В конце 2016 года на месте ресторана запустили спорт-бар Street Food Bar № 1 в связи с предстоящими крупными спортивными турнирами. Весной 2022 года площадку передали движению «Кибер Фронт Z», организаторы мероприятий называли заведение «патриот-баром», при этом на здании находилась прежняя вывеска. В меню появились копчёные сосиски «Обама» и хот-доги «Тополь-М» и другие подобные названия блюд. По выходным здесь собирались участники движения, называемого в медиа «фабрикой троллей 2.0». В другое время, кроме как под мероприятия «Киберфронта», бар не открывался. 2 апреля было объявлено, что состоится вечернее мероприятие под названием «Есть такая профессия военкор» с участием Владлена Татарского.

## Взрыв
Одна из гостей мероприятия, представившись Настей, сказала, что у неё для Татарского подарок, но его не дали пронести в зал из соображений безопасности. После шутки про возможную бомбу военкор ответил: «Вот и проверим». Девушка вручила ему бюст, Татарский попросил остаться рядом с ним, но гостья села в ближайшее свободное кресло не на сцене, объяснив, что стесняется. Взрыв раздался в 18 часов 13 минут, примерно через 2 минуты после вручения подарка, когда военкор убирал статуэтку обратно в коробку. Мощность взрывчатки внутри статуэтки, как сообщалось, превышала 200 г тротилового эквивалента.
Момент взрыва попал на видео. На кадрах видно, что внутри здания сначала появляется огненная вспышка, после чего ударной волной в заведении выбивает стёкла в окнах, также падает фасадное остекление.
В результате взрыва также пострадали квартиры, расположенные в том же здании на втором этаже.

## Жертвы
В результате взрыва погиб Владлен Татарский, 42 человека были ранены, в их числе трое несовершеннолетних; 24 пострадавших находились в больницах, 3 из них в тяжёлом состоянии.

## Подозреваемые
Национальный антитеррористический комитет России заявил о том, что планированием террористического акта занимались спецслужбы Украины, для этого также были привлечены сторонники Фонда борьбы с коррупцией (ФБК) Алексея Навального. Директор ФБК Иван Жданов заявил, что фонд не причастен к теракту.
3 апреля 2023 года информагентство РБК со ссылкой на Следственный комитет России (СК) сообщило о задержании подозреваемой по имени Дарья Трепова. По версии ФСБ, взрывное устройство было заложено в статуэтку (бюст), подаренную Татарскому незадолго до взрыва девушкой, которая, по сообщениям очевидцев, представилась художницей Настей. По заявлениям правоохранителей, Дарья Трепова являлась сторонницей ФБК. Муж Треповой Дмитрий Рылов в разговоре с The Insider рассказал, «что Дарье необходимо было передать подарок», а её саму задержали в квартире его знакомого Дмитрия Касинцева.
Сначала Дмитрий Касинцев проходил свидетелем по уголовному делу. Известно, что в квартиру Касинцева заглядывали минимум 4 раза, молодому человеку показывали портрет разыскиваемой. Во все визиты он говорил, что понятия не имеет, о ком речь, и даже предлагал оперативникам осмотреть его квартиру. Затем он спустился в холл первого этажа и вновь был опрошен сотрудником полиции. Поведение Касинцева показалось ему подозрительным, поэтому он попросил его вернуться в квартиру, после чего уже была обнаружена Трепова.
13 апреля Касинцев был отправлен под домашний арест до 10 июня. Заседание суда прошло в закрытом режиме.

## Расследование и судебное разбирательство
СК возбудил уголовное дело по статье 105 УК РФ (убийство), а 3 апреля переквалифицировал его на статью 205 УК РФ (теракт).  Известно, что в деле 85 потерпевших и 52 пострадавших.
4 апреля Трепова, которую СК обвинил по статьям о теракте и незаконном обороте взрывчатых веществ, была заключена под стражу на два месяца, до 2 июня. Заседание проходило в закрытом режиме. По заявлениям ТАСС, обвиняемая активно сотрудничала со следствием.
ФСБ сообщила, что Трепова пошла на совершение преступления под влиянием «неоднократных призывов» к «подрывной деятельности» в РФ руководителей ФБК Ивана Жданова и Леонида Волкова. Также ведомство заявило, что участником покушения по заказу украинских спецслужб был 35-летний гражданин Украины Юрий Денисов, который снял квартиру неподалеку от места жительства убитого, а также передал Дарье Треповой бюст с вмонтированным в него взрывным устройством. Следствие назвало Юрия Денисова членом украинской ДРГ, МВД объявило его розыск.
24 апреля на заседании Московского городского суда обвиняемая заявила, что «безумно сожалеет о произошедшем» и «каждый день молится о здоровье потерпевших». Дарья не признала вину, сославшись на ранее данные показания. Также Трепова заявляла, что не знала о готовящемся убийстве и лишь выполняла указания журналиста Романа Попкова (его заочно обвинили в организации преступления) и некоего человека под псевдонимом Гештальт. В том, что Попков виновен в случившемся и подставил Трепову, уверен муж Дарьи Дмитрий Рылов.
25 июля Следственный комитет предъявил окончательное обвинение. Помимо совершения террористического акта и незаконного оборота оружия (п. «б» ч. 3 ст. 205 и ч. 4 ст. 222.1 УК РФ), Дарье Треповой вменяют в вину подделку документов (ст. 327).

Дарья полностью признала вину в использовании поддельных документов, но не в теракте и незаконном обороте взрывного устройства:
Я не знала, что в статуэтке взрывное устройство, я думала, что там только подслушивающее.
В последнем слове перед оглашением приговора Дарья снова попросила прощения у потерпевших и сказала:
Я не знала, кто такой Владлен Татарский. Когда мы встречались с ним лично, он мне показался добродушным. Мужчина с чувством юмора, у меня не было к нему ненависти. Я не желала ему смерти.  <…> Я готова была пожертвовать свободой, чтобы узнать правду (о микрофоне в статуэтке), но не готова была пожертвовать чужими жизнями. <…> Если бы сохранились переписки с кураторами, то меня бы сейчас точно не судили за умышленный теракт.  <…> Доказательств недостаточно. Я сотрудничала со следствием и предоставила всю информацию с телефонов. Я всё оставила, так как знала что мне нечего скрывать.
25 января 2024 года 2-й Западный окружной военный суд на выездном заседании в Санкт-Петербурге приговорил 26-летнюю Трепову к 27 годам лишения свободы в исправительной колонии общего режима. Трепова была признана виновной в совершении теракта (п. «б» ч. 3 ст. 205 УК РФ), незаконном обороте взрывного устройства (ч. 4 ст. 222.1 УК РФ) и использовании поддельных документов (ч. 4 ст. 327 УК РФ). 27 лет — это самый большой срок для женщины в истории современной России, до мая 2023 года женщинам нельзя было назначать срок более 25 лет. Дмитрию Касинцеву инкриминировали заранее не обещанное укрывательство особо тяжких преступлений (ч. 2 ст. 316 УК РФ), он получил 1 год и 9 месяцев колонии общего режима.
В апреле 2025 года Касинцев вышел из колонии. Перед этим он дал интервью телеканалу 78.ru, в котором дал оценку тому, что с ним произошло. В частности, он высказался о роли Дмитрия Рылова в его злоключениях:
 — Ему было плевать, кого он может использовать.

## Последующие действия властей

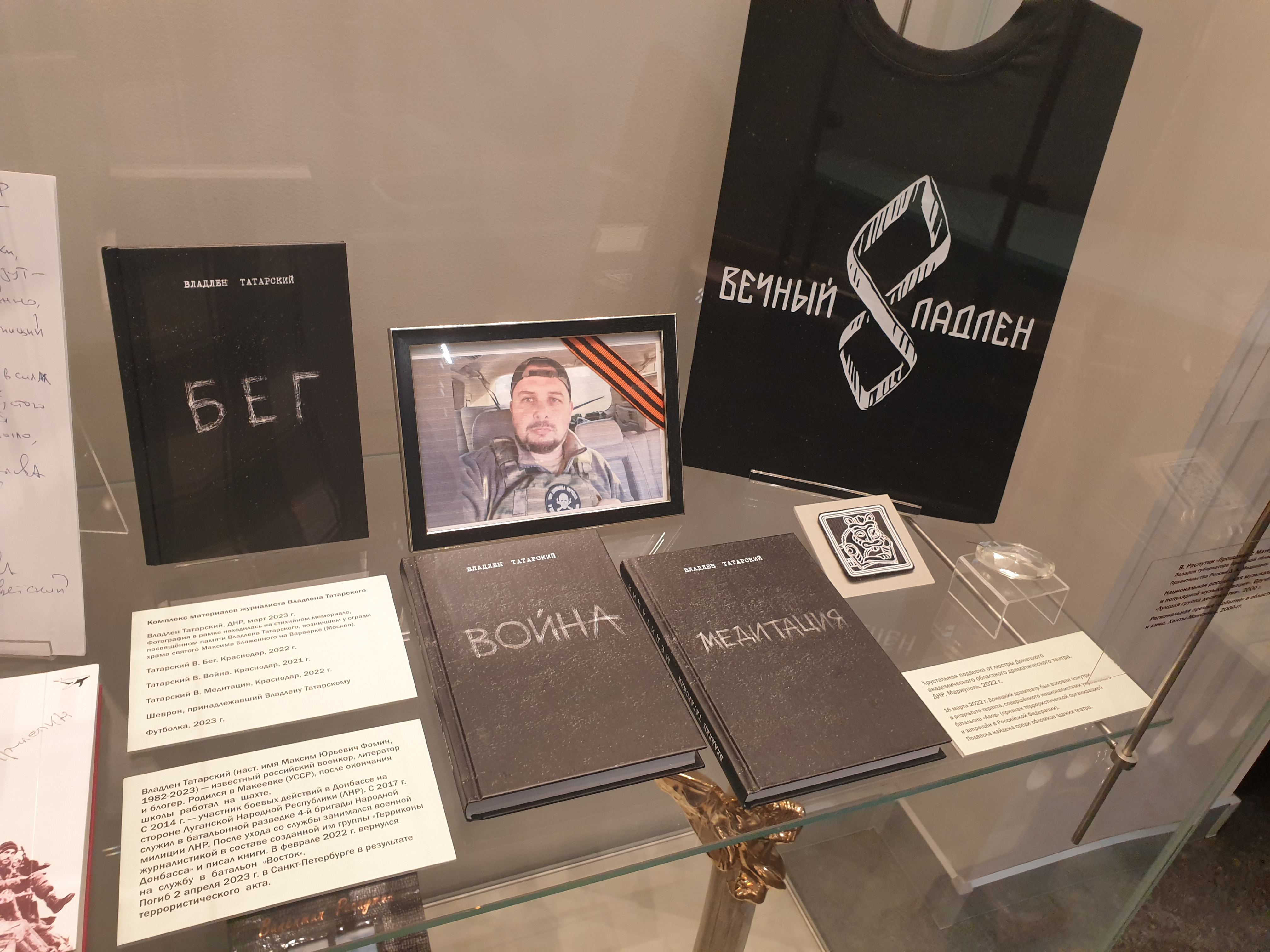
Экспозиция, посвящённая Владлену Татарскому, в Музее современной истории России, Москва

По данным властей Петербурга, на 21 апреля 2023 года 35 пострадавших получили единовременную выплату из городского бюджета.
Президент Владимир Путин посмертно наградил Татарского орденом Мужества.